# Podbeskidzie Kuloodporni Bielsko-Biała
Towarzystwo Sportowe Podbeskidzie Kuloodporni Bielsko-Biała – polski zespół ampfutbolowy z siedzibą w Bielsku-Białej, założony w 2015 pod nazwą Kuloodporni Bielsko-Biała, od 2020 część klubu Podbeskidzie Bielsko-Biała. Uczestnik Amp Futbol Ekstraklasy, Mistrz Polski 2019. W sezonie 2020 mieli wziąć udział w rozgrywkach Ligi Mistrzów EAFF organizowanych w Bielsku-Białej. Ze względu na sytuację epidemiologiczną związaną z pandemią COVID-19 turniej został odwołany.

## Historia występów w Amp Futbol Ekstraklasie
| Sezon | Pozycja | M  | W  | R  | P  | G+  | G-  |
| ----- | ------- | -- | -- | -- | -- | --- | --- |
| 2016  | 5/5     | 20 | 3  | 2  | 15 | 7   | 42  |
| 2017  | /5      | 16 | 8  | 3  | 5  | 12  | 10  |
| 2018  | /4      | 12 | 7  | 1  | 4  | 25  | 13  |
| 2019  | /5      | 15 | 11 | 0  | 4  | 52  | 13  |
| 2020  | /5      | 16 | 8  | 2  | 6  | 24  | 18  |
| 2021  | /5      | 20 | 12 | 3  | 5  | 45  | 18  |
| suma  | suma    | 99 | 49 | 11 | 39 | 165 | 114 |

## Kadra w sezonie 2022
| Nr | Poz. | Piłkarz              |
| -- | ---- | -------------------- |
| 2  | NA   | Rafał Bieńkowski     |
| 3  | OB   | Piotr Mizera         |
| 4  | OB   | Kamil Krzyjszczyk    |
| 5  | PO   | Krzysztof Wrona      |
| 6  | BR   | Dawid Gadzina        |
| 9  | NA   | Jacek Konieczny      |
| 10 | PO   | Bartosz Łastowski    |
| 12 | BR   | Jan Makosz           |
| 13 | NA   | Paweł Skorka         |
| 14 | OB   | Sebastian Ziółkowski |
| 19 | BR   | Krzysztof Jasiński   |
| 20 | PO   | Mateusz Kabała       |
| 21 | NA   | Dawid Dobkowski      |
| 22 | BR   | Łukasz Miśkiewicz    |
| 23 | NA   | Łukasz Szczyrba      |
| 30 | OB   | Tomasz Miś           |
| 71 | BR   | Kamil Nowak          |
|    | NA   | Kamil Gajda          |

## Sztab szkoleniowy w sezonie 2022
| Funkcja          | Imię i nazwisko   |
| ---------------- | ----------------- |
| Kierownik sekcji | Katarzyna Śpiewak |
| Trener           | Maciej Kozik      |
| II trener        | Daniel Wierzbicki |
| Trener bramkarzy | Wojciech Mrok     |
| Fizjoterapeutka  | Justyna Pietrzyk  |
| Public relations | Marta Buszka      |